# 2011 UC412
2011 UC412, também escrito como 2011 UC412, é um objeto transnetuniano que está localizado no Cinturão de Kuiper, uma região do Sistema Solar. Este corpo celeste é classificado como um cubewano. Ele possui uma magnitude absoluta de 7,8 e tem um diâmetro estimado com cerca de 121 km.

## Descoberta
2011 UC412 foi descoberto no dia 24 de outubro pelo astrônomo M. Alexandersen.

## Órbita
A órbita de 2011 UC412 tem uma excentricidade de 0,068 e possui um semieixo maior de 43,335 UA. O seu periélio leva o mesmo a uma distância de 40,369 UA em relação ao Sol e seu afélio a 46,301 UA.